# Monastýr Agios Nikolaos Anapafsa
Monastýr Agios Nikolaos Anapafsa (Klášter sv. Mikuláše Anapafsy; řecky Μονή Αγίου Νικολάου Αναπαυσά) je pravoslavný monastýr, který je součástí klášterního komplexu Meteora v oblasti Thesálie v Řecku, poblíž města Kalambaka. Nachází se na vrcholu skály. Pojmenován je po svém pololegendárním zakladateli, středověkém asketovi Mikuláši. 
Monastýr je jedním ze šesti, které nadále působí v Meteoře, která je od roku 1988 zařazena na seznam světového dědictví UNESCO. Stavba je přizpůsobena malé náhorní plošině, na které je postavena. Ve spodním patře monastýru je kaple sv. Antonína ze 14. století se stopami nástěnných maleb a krypta. V nejvyšším patře je katholikon. V jednom patře je kostnice a kaple sv. Jana.
Monastýr byl přestavěn v prvním desetiletí 16. století metropolitou Larissy sv. Dionysiem Milosrdným a jeromonachem Nikanorem. Fresky v katholikonu vytvořil krétský malíř Theofanis Strelitza v roce 1527. Patří k nejvýznamnějším památkám postbyzantského malířství.
V první polovině 20. století byl klášter opuštěný a byl poškozen za druhé světové války. V 60. letech 20. století byl pak restaurován.